# Campeonato Mundial de Natação em Piscina Curta de 2014 - 100 m peito masculino
A prova dos 100 metros nado peito masculino do Campeonato Mundial de Natação em Piscina Curta de 2014 foi disputado entre 3 e 4 de dezembro no Centro Aquático Aspire Sports Complex em Doha.

## Recordes
Antes desta competição, os recordes mundiais e do campeonato nesta prova eram os seguintes:
|    | Nome                  | Nacionalidade | Tempo | Local  | Data                   |
| -- | --------------------- | ------------- | ----- | ------ | ---------------------- |
| WR | Cameron van der Burgh | África do Sul | 55.61 | Berlim | 15 de novembro de 2009 |
| CR | Cameron van der Burgh | África do Sul | 56.80 | Dubai  | 16 de dezembro de 2010 |

Os seguintes recordes foram estabelecidos durante a competição: 
| Date          | Prova     | Nome          | Nacionalidade | Tempo | Recorde |
| ------------- | --------- | ------------- | ------------- | ----- | ------- |
| 3 de dezembro | Semifinal | Adam Peaty    | Reino Unido   | 56.43 | CR      |
| 4 de dezembro | Final     | Felipe França | Brasil        | 56.29 | CR      |

## Medalhistas
| Ouro                | Prata            | Bronze                      |
| Felipe França (BRA) | Adam Peaty (GBR) | Giacomo Perez-Dortona (FRA) |

## Resultados

### Eliminatórias
As eliminatórias ocorreram dia 3 de dezembro. 
| Colocação | Bateria | Raia | Nome                   | Nacionalidade                   | Tempo   | Notas |
| --------- | ------- | ---- | ---------------------- | ------------------------------- | ------- | ----- |
| 1         | 8       | 7    | Adam Peaty             | Reino Unido                     | 57.02   | Q     |
| 2         | 10      | 4    | Felipe França          | Brasil                          | 57.13   | Q     |
| 3         | 9       | 3    | Kirill Prigoda         | Rússia                          | 57.53   | Q     |
| 4         | 8       | 6    | Giacomo Perez-Dortona  | França                          | 57.57   | Q     |
| 4         | 9       | 5    | Cody Miller            | Estados Unidos                  | 57.57   | Q     |
| 6         | 6       | 2    | Brad Craig             | Estados Unidos                  | 57.64   | Q     |
| 7         | 8       | 4    | Damir Dugonjič         | Eslovênia                       | 57.65   | Q     |
| 8         | 10      | 5    | Oleg Kostin            | Rússia                          | 57.74   | Q     |
| 9         | 9       | 6    | Tomáš Klobučník        | Eslováquia                      | 57.75   | Q     |
| 10        | 10      | 3    | Fabio Scozzoli         | Itália                          | 57.86   | Q     |
| 11        | 8       | 5    | Marco Koch             | Alemanha                        | 57.88   | Q     |
| 12        | 10      | 8    | Johannes Skagius       | Suécia                          | 57.96   | Q     |
| 13        | 10      | 6    | Cameron van der Burgh  | África do Sul                   | 57.97   | Q     |
| 14        | 9       | 4    | Yasuhiro Koseki        | Japão                           | 58.14   | Q     |
| 15        | 8       | 3    | Glenn Snyders          | Nova Zelândia                   | 58.23   | Q     |
| 16        | 10      | 2    | Jake Packard           | Austrália                       | 58.25   | Q     |
| 17        | 8       | 2    | Giedrius Titenis       | Lituânia                        | 58.51   |       |
| 18        | 10      | 0    | Andrea Toniato         | Itália                          | 58.69   |       |
| 19        | 7       | 3    | Valeriy Dymo           | Ucrânia                         | 58.74   |       |
| 20        | 8       | 1    | Martti Aljand          | Estónia                         | 58.87   |       |
| 21        | 9       | 2    | Yuta Oshikiri          | Japão                           | 58.92   |       |
| 22        | 9       | 7    | Eetu Karvonen          | Finlândia                       | 59.03   |       |
| 23        | 10      | 7    | João Luiz Gomes Júnior | Brasil                          | 59.05   |       |
| 24        | 6       | 6    | Yakov Toumarkin        | Israel                          | 59.09   |       |
| 25        | 7       | 0    | Jorge Murillo          | Colômbia                        | 59.12   |       |
| 26        | 10      | 1    | Andriy Kovalenko       | Ucrânia                         | 59.17   |       |
| 27        | 9       | 0    | Martin Allikvee        | Estónia                         | 59.22   |       |
| 28        | 9       | 8    | Martin Schweizer       | Suíça                           | 59.24   |       |
| 29        | 7       | 8    | Petr Bartůněk          | Chéquia                         | 59.33   |       |
| 30        | 7       | 6    | Giulio Zorzi           | África do Sul                   | 59.37   |       |
| 31        | 7       | 9    | Marek Botík            | Eslováquia                      | 59.49   |       |
| 32        | 7       | 4    | David Horvath          | Hungria                         | 59.59   |       |
| 33        | 8       | 9    | Édgar Crespo           | Panamá                          | 59.75   |       |
| 33        | 9       | 1    | Gal Nevo               | Israel                          | 59.75   |       |
| 35        | 6       | 7    | Vladislav Mustafin     | Uzbequistão                     | 59.78   |       |
| 35        | 7       | 1    | Kristijan Tomić        | Croácia                         | 59.78   |       |
| 37        | 6       | 5    | Renato Prono           | Paraguai                        | 59.83   |       |
| 37        | 9       | 9    | Laurent Carnol         | Luxemburgo                      | 59.83   |       |
| 39        | 10      | 9    | Li Xiang               | China                           | 59.90   |       |
| 40        | 8       | 8    | Nikolajs Maskaļenko    | Letônia                         | 59.93   |       |
| 41        | 7       | 7    | Sverre Næss            | Noruega                         | 59.94   |       |
| 42        | 6       | 8    | Jakub Maly             | Áustria                         | 1:00.01 |       |
| 43        | 6       | 0    | Azad Al-Barazi         | Síria                           | 1:00.26 |       |
| 44        | 7       | 2    | Ari-Pekka Liukkonen    | Finlândia                       | 1:00.30 |       |
| 45        | 6       | 4    | Saša Gerbec            | Croácia                         | 1:00.35 |       |
| 46        | 7       | 5    | Chris Christensen      | Dinamarca                       | 1:00.58 |       |
| 47        | 6       | 1    | Josué Domínguez        | República Dominicana            | 1:00.63 |       |
| 48        | 5       | 5    | Joshua Hall            | Filipinas                       | 1:00.68 |       |
| 49        | 6       | 3    | Martín Melconian       | Uruguai                         | 1:00.81 |       |
| 50        | 8       | 0    | Abraham McLeod         | Trinidad e Tobago               | 1:00.85 |       |
| 51        | 5       | 7    | Christoph Meier        | Liechtenstein                   | 1:01.20 |       |
| 52        | 5       | 4    | Rafael van Leeuwaarde  | Suriname                        | 1:01.32 |       |
| 53        | 4       | 5    | Alpkan Örnek           | Turquia                         | 1:01.75 |       |
| 54        | 5       | 0    | Hüseyin Sakcı          | Turquia                         | 1:01.77 |       |
| 55        | 5       | 8    | Julian Fletcher        | Bermudas                        | 1:02.04 |       |
| 56        | 5       | 6    | Vais Kirill            | Quirguistão                     | 1:02.33 |       |
| 57        | 5       | 1    | Anton Zheltiakov       | Azerbaijão                      | 1:02.44 |       |
| 58        | 5       | 3    | Wong Chun Yan          | Hong Kong                       | 1:02.61 |       |
| 59        | 6       | 9    | Lee Hsuan-yen          | Taipé Chinesa                   | 1:02.63 |       |
| 60        | 3       | 3    | William Colon          | Porto Rico                      | 1:03.11 |       |
| 61        | 5       | 9    | Arnoldo Herrera        | Costa Rica                      | 1:03.18 |       |
| 62        | 4       | 2    | Sittivech Kongsomrerk  | Tailândia                       | 1:03.31 |       |
| 63        | 5       | 2    | James Lawson           | Zimbabwe                        | 1:03.59 |       |
| 64        | 4       | 7    | Jesús Flores           | Honduras                        | 1:03.69 |       |
| 65        | 4       | 1    | Gálvez Capriles        | República Dominicana            | 1:03.73 |       |
| 66        | 4       | 4    | Julian Harding         | Malta                           | 1:04.35 |       |
| 67        | 4       | 3    | Micah Fernandes        | Quênia                          | 1:04.51 |       |
| 68        | 4       | 6    | Ramazan Taimatov       | Quirguistão                     | 1:04.58 |       |
| 69        | 3       | 2    | Kiran Jasinghe         | Sri Lanka                       | 1:04.94 |       |
| 70        | 4       | 8    | Dhill Lee              | Filipinas                       | 1:05.41 |       |
| 71        | 3       | 5    | Zandanbal Gunsennorov  | Mongólia                        | 1:05.61 |       |
| 72        | 3       | 9    | Markos Kalopsidiotis   | Chipre                          | 1:05.95 |       |
| 73        | 4       | 9    | Adam Allouche          | Líbano                          | 1:06.14 |       |
| 74        | 4       | 0    | Yosif Al-Musallam      | Kuwait                          | 1:06.35 |       |
| 75        | 2       | 7    | Corey Ollivierre       | Granada                         | 1:06.62 |       |
| 76        | 3       | 1    | Muis Ahmad             | Brunei                          | 1:06.83 |       |
| 77        | 2       | 5    | Hemra Nurmyradov       | Turquemenistão                  | 1:07.25 |       |
| 78        | 3       | 0    | Pierre-Andre Adam      | Seicheles                       | 1:07.62 |       |
| 79        | 3       | 7    | Charlie Salame         | Líbano                          | 1:07.68 |       |
| 80        | 3       | 4    | Mohammad Basheer       | Kuwait                          | 1:08.12 |       |
| 81        | 3       | 6    | Walid Daloul           | Catar                           | 1:08.33 |       |
| 82        | 2       | 9    | Matthew Shone          | Zâmbia                          | 1:08.49 |       |
| 83        | 3       | 8    | Douglas Miller         | Fiji                            | 1:08.62 |       |
| 84        | 2       | 4    | Deni Baholli           | Albânia                         | 1:08.65 |       |
| 85        | 1       | 5    | Kitso Matija           | Botswana                        | 1:10.15 |       |
| 86        | 2       | 3    | J'Air Smith            | Antígua e Barbuda               | 1:10.34 |       |
| 87        | 2       | 0    | Nikolas Sylvester      | São Vicente e Granadinas        | 1:10.48 |       |
| 88        | 2       | 2    | John Llanelo           | Gibraltar                       | 1:10.80 |       |
| 89        | 2       | 1    | Foresight Osamezu      | Nigéria                         | 1:11.13 |       |
| 90        | 1       | 8    | Dionisio Augustine     | Estados Federados da Micronésia | 1:13.11 |       |
| 91        | 1       | 4    | Elisha Tibatemwa       | Uganda                          | 1:13.22 |       |
| 92        | 1       | 2    | Storm Hablich          | São Vicente e Granadinas        | 1:18.74 |       |
| 93        | 1       | 7    | Christian Villacrusis  | Marianas Setentrionais          | 1:18.93 |       |
| 94        | 1       | 9    | Justin Payet           | Seicheles                       | 1:19.97 |       |
| 95        | 1       | 6    | Tanner Poppe           | Guam                            | 1:24.49 |       |
| 96        | 1       | 1    | Awoussou Ablam         | Benim                           | 1:26.91 |       |
| —         | 1       | 3    | Mohamed Mamane         | Níger                           |         | DNS   |
| —         | 2       | 6    | Abdullah Al-Yehari     | Catar                           |         | DSQ   |
| —         | 2       | 8    | Binald Mahmuti         | Albânia                         |         | DSQ   |

### Semifinal
A semifinal  ocorreu dia 3 de dezembro. 

#### Semifinal 1
| Colocação | Raia | Nome                  | Nacionalidade  | Tempo | Notas |
| --------- | ---- | --------------------- | -------------- | ----- | ----- |
| 1         | 1    | Yasuhiro Koseki       | Japão          | 57.06 | Q, AS |
| 2         | 4    | Felipe França         | Brasil         | 57.21 | Q     |
| 3         | 5    | Giacomo Perez-Dortona | França         | 57.24 | Q     |
| 4         | 6    | Oleg Kostin           | Rússia         | 57.31 |       |
| 5         | 8    | Jake Packard          | Austrália      | 57.54 |       |
| 6         | 2    | Fabio Scozzoli        | Itália         | 57.73 |       |
| 7         | 3    | Brad Craig            | Estados Unidos | 57.80 |       |
| 8         | 7    | Johannes Skagius      | Suécia         | 57.90 |       |

#### Semifinal 2
| Colocação | Raia | Nome                  | Nacionalidade  | Tempo | Notas |
| --------- | ---- | --------------------- | -------------- | ----- | ----- |
| 1         | 4    | Adam Peaty            | Reino Unido    | 56.43 | Q, CR |
| 2         | 5    | Kirill Prigoda        | Rússia         | 56.93 | Q     |
| 3         | 6    | Damir Dugonjič        | Eslovênia      | 57.09 | Q     |
| 4         | 1    | Cameron van der Burgh | África do Sul  | 57.18 | Q     |
| 5         | 3    | Cody Miller           | Estados Unidos | 57.21 | Q     |
| 6         | 7    | Marco Koch            | Alemanha       | 57.28 |       |
| 7         | 2    | Tomáš Klobučník       | Eslováquia     | 57.47 |       |
| 8         | 8    | Glenn Snyders         | Nova Zelândia  | 57.84 |       |

### Final
A final teve sua disputa realizada em 4 de dezembro. 
| Colocação         | Raia | Nome                  | Nacionalidade  | Tempo | Notas |
| ----------------- | ---- | --------------------- | -------------- | ----- | ----- |
| Medalha de ouro   | 7    | Felipe França         | Brasil         | 56.29 | CR    |
| Medalha de prata  | 4    | Adam Peaty            | Reino Unido    | 56.35 |       |
| Medalha de bronze | 1    | Giacomo Perez-Dortona | França         | 56.78 |       |
| 4                 | 2    | Cameron van der Burgh | África do Sul  | 56.80 |       |
| 5                 | 3    | Yasuhiro Koseki       | Japão          | 57.06 | AS    |
| 5                 | 6    | Damir Dugonjič        | Eslovênia      | 57.06 |       |
| 7                 | 5    | Kirill Prigoda        | Rússia         | 57.19 |       |
| 8                 | 8    | Cody Miller           | Estados Unidos | 57.39 |       |

Legenda
| Recorde mundial       | Recorde mundial (World record)               |                       | Recorde africano                      | Recorde africano (African) |                                           | Q | Classificado por posição (Qualified) |
| Recorde do campeonato | Recorde do campeonato (Championship record)  | Recorde da América    | Recorde da América (Americas)         | q                          | Classificado por melhor tempo (Qualified) |   |                                      |
| Melhor marca do ano   | Melhor marca do ano (World leading)          | Recorde asiático      | Recorde asiático (Asian)              | DNS                        | Não largou (Did not start)                |   |                                      |
| Recorde nacional      | Recorde nacional (National record)           | Recorde europeu       | Recorde europeu (European)            | DNF                        | Não terminou (Did not finish)             |   |                                      |
| Recorde pessoal       | Recorde pessoal do atleta (Personal best)    | Recorde da Oceania    | Recorde da Oceania (Oceania)          | DSQ / DQ                   | Desclassificado (Disqualified)            |   |                                      |
| Recorde da temporada  | Recorde da temporada do atleta (Season best) | Recorde sul-americano | Recorde sul-americano (South America) | NM                         | Sem marca (No mark)                       |   |                                      |